# Said Arif
Said Arif, född 1965 i Oran, Algeriet, död i maj 2015 i Syrien, var en algerisk före detta officer i algeriska armén och al-Qaida-ansluten jihadistisk terrorist. Arif var en del av det tjetjenska nätverket av jihadister och var tidigare gift med före detta jihadistfrun Anna Sundberg. Arif beskrevs som en erfaren terrorist, som kom att dö stridande för Jund al Aqsa i Syrien 2015.